# General San Martín (stacja metra)
General San Martín – stacja metra w Buenos Aires, na linii C. Znajduje się pomiędzy stacjami Retiro, a Lavalle. Stacja została otwarta 17 sierpnia 1936.